# نواة كوكب

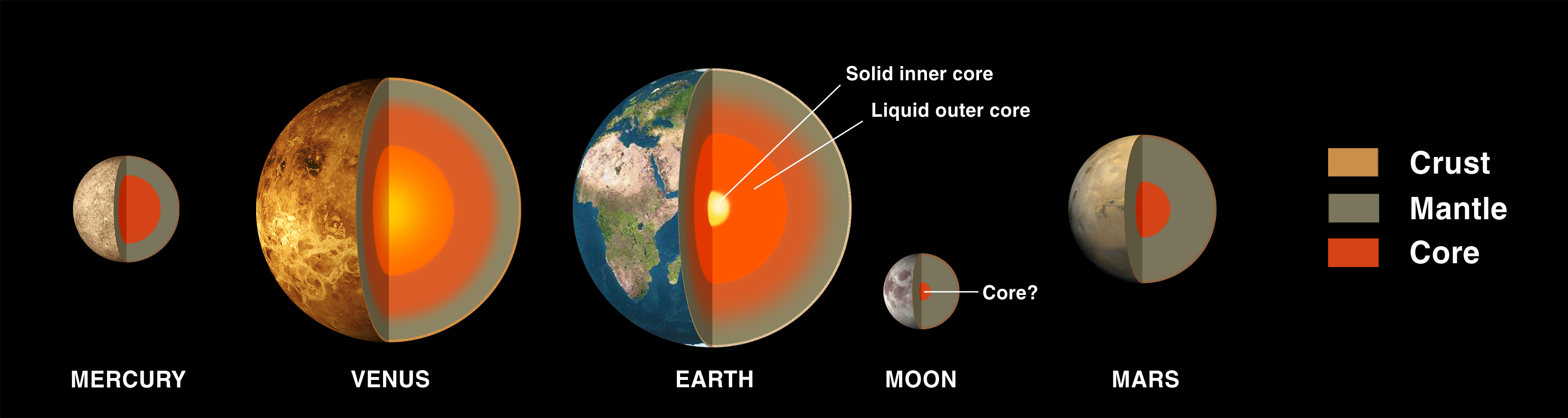
البنية الداخلية للكواكب.

نواة الكوكب وهي الطبقة الأعمق في تركيب أي كوكب.
يمكن أن تتكون النواة من طبقات صلبة وسائلة. بينما يعتقد أن نواة المريخ والزهرة صلبة بشكل كامل، لذلك يمكن تفسير النقص في توليد الحقل المغناطيسي. وحسب ماهو معروف في المجموعة الشمسية فإن نصف قطر النواة يمكن أن يتراوح من 20% من قطر الجرم مثل القمر إلى 75% من القطر مثل المريخ.
كما تحوي العمالقة الغازية على نواة غنية بالحديد. وتعتبر نواة هذه الكواكب بأنها صغيرة نسبياً مقارنة بالكواكب الصخرية. لكن بسبب كبر هذه الكواكب فنواتها أكبر من كوكب الأرض. فكتلة نواة المشتري تساوي تقريباً 12 ضعف من كتلة الأرض ككل.